# سقف آبی

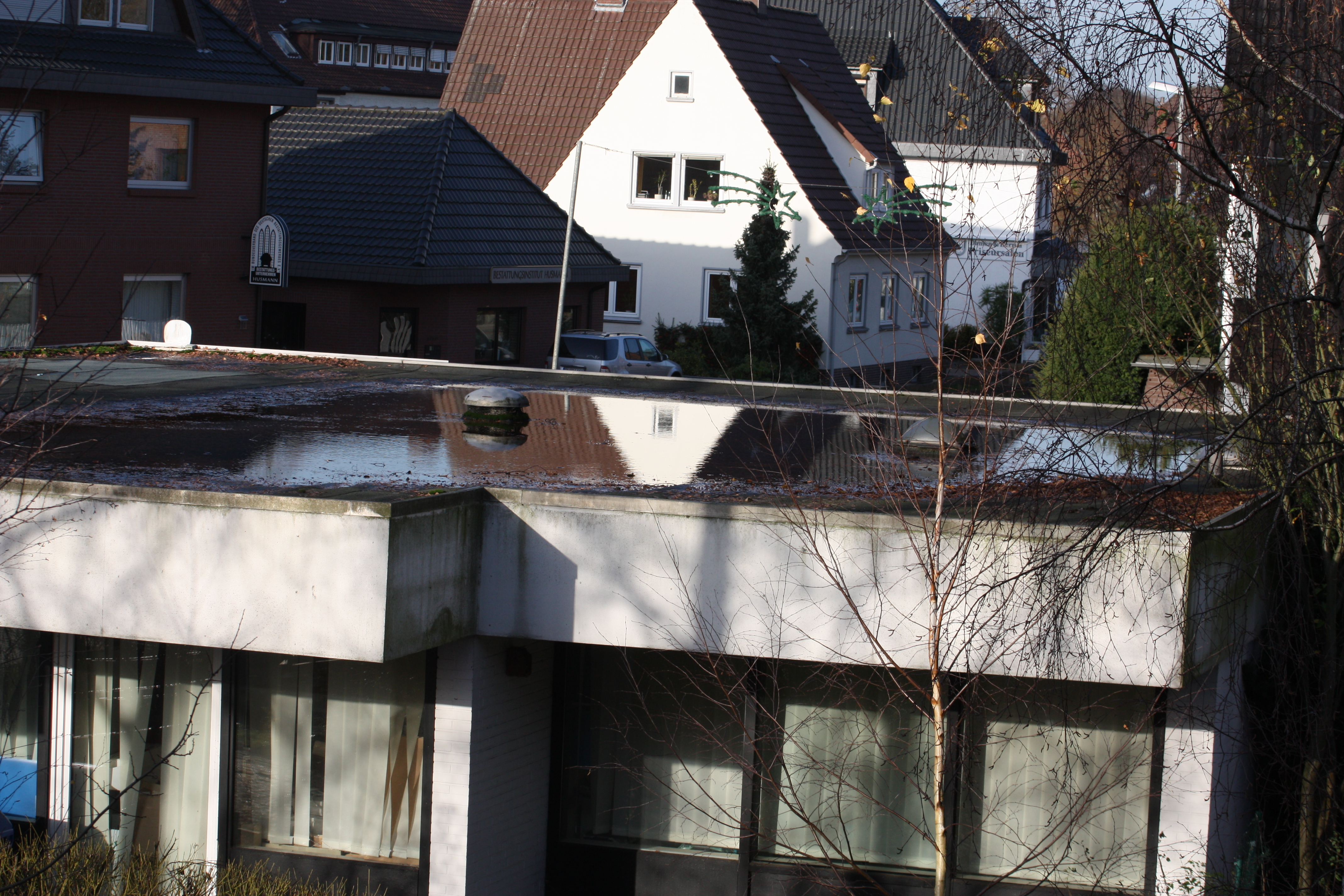
یک سقف آبی در آلمان.

سقف آبی سقفی است که برای ذخیره آب (معمولاً آب باران) طراحی شده است. سقف‌های آبی می‌توانند بر اساس نوع طراحی شان مزایایی داشته باشند. این مزایا شامل ذخیره موقتی آب باران برای کاهش اثرات روان آب, ذخیره برای استفاده مجدد مانند آبیاری یا استفاده به عنوان خنک کننده و فرصت‌های تفریحی است. سقف‌های آبی می‌تواند شامل سطوح سرباز آب، ذخیره درون یا در زیر یک محیط متخلخل، یا در زیر یک سطح پوشش دار باشد. سقف‌های آبی که برای ذخیره موقت استفاده می‌شوند بسته به نوع دستگاههای کنترل مورد استفاده برای تنظیم تخلیه آب از بام به دو دسته فعال و غیر فعال تقسیم می‌شوند.
پروژه آزمایشی سقف آبی به منظور ارزیابی پتانسیل از سیستمهای ترکیبی برای کاهش قابل توجهی از اثرات سرریز فاضلاب در بین سالهای ۲۰۱۰ و ۲۰۱۲ توسط گروه حفاظت از شهر نیویورک(New York City Department of Environmental Protection)در نظر گرفته شده و اجرایی شد. پروژه سقف آبی NYCDEP برای اولین بار با استفاده از طراحی سینی منفعل توسعه یافته سقف آبی، توسط مشاوران GEOSYNTEC که متکی بر انتقال پذیری جانبی از طریق فیلتر غیر پارچه‌ای برای کنترل افت سطح آب در یک مقیاس کامل از دستگاه می‌باشد. نظارت بر عملکرد این سیستم، خود را به عنوان یک ابزار مؤثر برای اوج کاهش جریان و تغییر زمانبدی در سیستمهای فاضلاب ترکیب شده، نشان داده شده است.
سقف آبی اغلب متعلق به بخش خصوصی است و برای استفاده کارآمد از فضای بسیار محدود موجود در مرکز شهرهای بسیار پرجمعیت می‌باشد. برخی از سقفهای آبی قرار گرفته بر روی پشت بام به عنوان مناطق تفریحی آبی است که همچنین می‌تواند به عنوان آبیاری بام سبز (به انگلیسی: Green roof)و یا برای خنک کردن به منظور از بین بردن یا در روزهای گرم برای به حداقل رساندن بار تهویه مطبوع قرار گرفته بر روی تجهیزات تبریدی مکانیکی که روی سقف ساخمان هستند مورد استفاده قرار می‌گیرد.
یکی از نمونه‌های سقف آبی URBEACH نام دارد که در خیابان DUNDAS غربی در مرکز شهر تورنتو واقع شده است. در این پروژه بر روی پشت بام توربین بادی نصب شده که دکل اصلی قطب آن به محور این سقف آبی متصل شده است. سطح رویی (ساحلی) یک سطح با خاصیت NONSLIP سیال فاقد حرکت روی سطح است که کشش خوبی را وقتی که مرطوب است فراهم می‌کند. سقف با تراشه‌های آبی رنگی تزیین شده است که در واقع سلول خورشیدی هستند که انرژی ساختمان را برای اجرای همه امکانات رفاهی URBEACH فراهم می‌کند.